# Dinetus decorus
Dinetus decorus är en vindeväxtart som först beskrevs av W. W. Smith, och fick sitt nu gällande namn av Staples. Dinetus decorus ingår i släktet Dinetus och familjen vindeväxter. Inga underarter finns listade i Catalogue of Life.